# Anthaxia fesana
Anthaxia fesana es una especie de escarabajo del género Anthaxia, familia Buprestidae. Fue descrita científicamente por Bílý en 2006.